# Johann Sebastian Hauschka

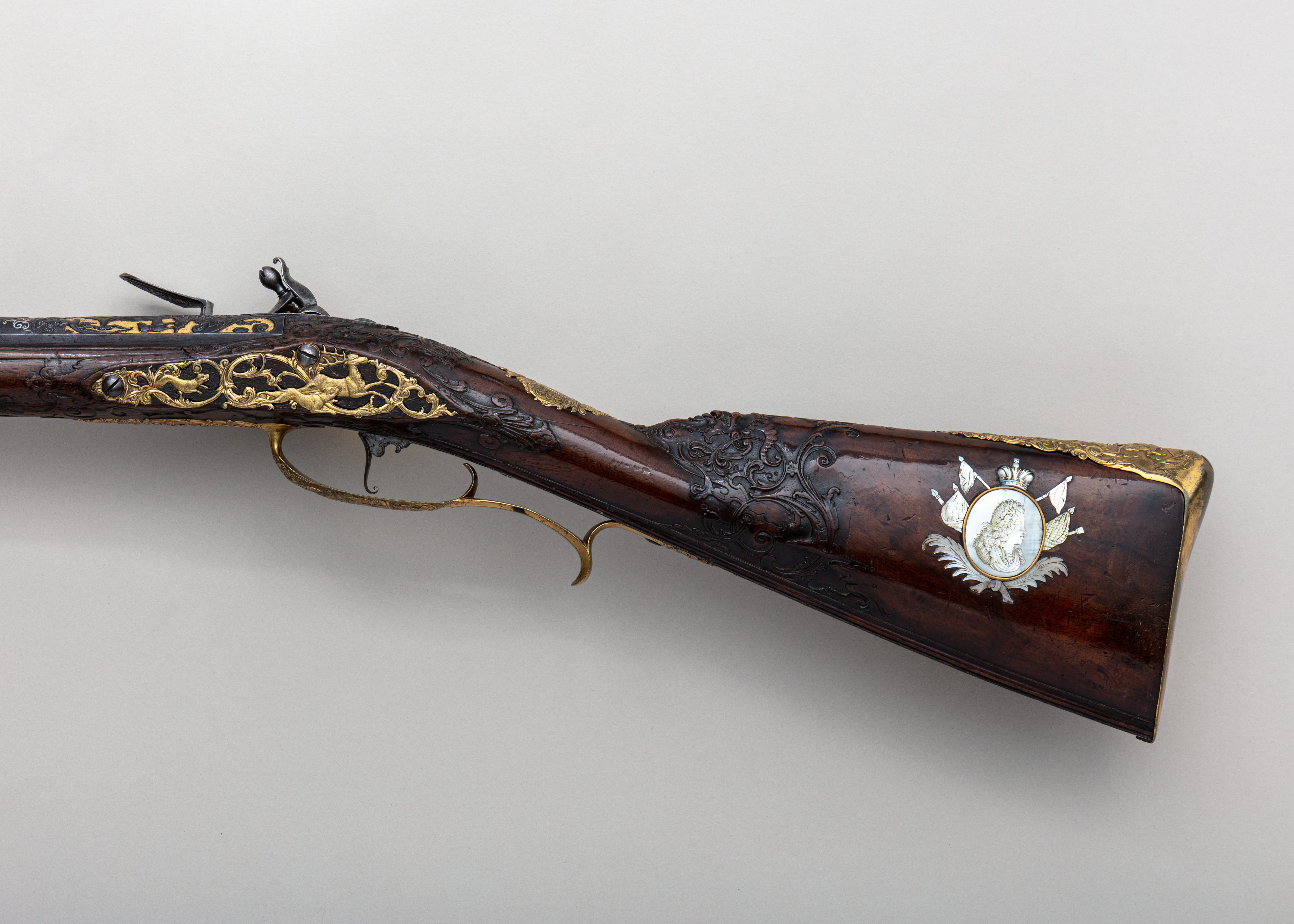
Steinschloss-Gewehr, gefertigt für Karl VI.

Johann Sebastian Hauschka (* 1695 in Schmalkalden; † 15. September 1775 in Wolfenbüttel) war ein deutscher Hofbüchsenmacher.

## Leben
Johann Sebastian Hauschka wurde 1695 als Sohn des Nicolaus Hauschka in Schmalkalden geboren, das damals zur Landgrafschaft Hessen-Kassel gehörte. Er ging 1721 nach Wolfenbüttel, Residenzstadt des Fürstentums Braunschweig-Wolfenbüttel. Dort wurde er noch im selben Jahr Hofbüchsenmacher Herzog August Wilhelms. Diese Stellung behielt er auch unter den nachfolgenden Herzögen Ludwig Rudolf (reg. 1731–1735) und Karl I. (reg. 1735–1780). Seine Differenzen mit der Wolfenbütteler Büchsenmacher-Gilde suchte Hauschka durch herzogliche Hilfe auszuräumen. Ein Gesuch Hauschkas vom 18. September 1727 an Herzog August Wilhelm enthielt die Bitte, sich zum Meister der Büchsenmacher-Gilde deklarieren zu lassen. Hauptstreitpunkt mit der Gilde war die ausstehende Vorlage eines Meisterstücks, so dass er erst nach fast einem Jahr 1728 Meister der Büchsenmacher-Innung wurde.
Während seiner beruflichen Tätigkeit fertigte Hauschka zahlreiche prunkvolle Jagdwaffen im Auftrag der Welfen-Herzöge. Ludwig Rudolfs Tochter Elisabeth Christine war seit 1708 mit Kaiser Karl VI. verheiratet, wodurch mehrere Prunkstücke aus Hauschkas Werkstatt als braunschweigische Huldigungsgeschenke an den Hof nach Wien gelangten. Mehrere Feuerwaffen Hauschkas kamen als Geschenke Herzog Karls I. an den preußischen und den englischen Hof. Hauschka war ein bedeutender Büchsenmacher und Künstler. Seine Fertigkeiten umfassten das Eisenschneiden in Läufe und Schlossplatten als auch das Schneiden feiner Bildnisse aus Elfenbein und Perlmutt. Es existieren zahlreiche Porträtstücke mit Darstellungen von Angehörigen des braunschweigischen Fürstenhauses als auch von anderen Herrschern wie z. B. von König Ludwig XV. von Frankreich. Hauschka schuf überwiegend Gewehre, daneben auch Pistolen und sogar einige verzierte Kanonenläufe.
Hauschka war laut Kirchenbucheintrag der Braunschweiger St. Ulrici-Gemeinde seit dem 30. Juni 1722 mit Margarete Rebecce verheiratet, Tochter Johann Gerhard Voigts. Hauschka starb im September 1775 im Alter von 80 Jahren in Wolfenbüttel und wurde dort auch bestattet.

## Werke (Auswahl)
- Museum Schloss Wolfenbüttel: Jagdbüchse, 1720/1725, vermutlich für Kaiser Karl VI. gefertigt[1]
- Braunschweigisches Landesmuseum: zwei Steinschloss-Jagdpistolen
- Kunsthistorisches Museum Wien: Radschlossbüchse (1733) mit einem aus Perlmutt geschnittenen Porträt der Kaiserin Elisabeth Christine[2] und zwei Steinschlossflinten Kaiser Karls VI[3][4]
- Windsor Castle: drei Steinschloss-Jagdbüchsen (Windsor Castle L 280, L 404 und L 422), davon L 280 mit den Initialen AW Herzog August Wilhelms, L 422 mit dem Monogramm LR (Herzog Ludwig Rudolf)
- Museum Schloss Weilburg (Hessen): drei Gewehre (Inventar-Nrn. 4.6. 32; 4.6. 64; 4.6. 184)

Jagdwaffen aus der Werkstatt Hauschkas gelten heute als Raritäten und tauchen sehr selten in Auktionen auf. Aufsehenerregend war das hohe Gebot im Rahmen einer Auktion bei Christie’s am 19. Dezember 1979 für eine „feine Jungen-Steinschloßbüchse“ aus dem Jahr 1723 mit dem Monogramm Ludwigs XV., ein Huldigungsgeschenk Herzog August Wilhelms an den jungen französischen König. Eine Kanone aus dem Jahr 1729 mit Monogramm und Porträtbüste Herzog August Wilhelms wurde 2015 bei Christie’s für 32.500 GBP versteigert.